# Cuasiverosimilitud
En estadística, la estimación por cuasiverosimilitud es una forma de permitir la sobredispersión, es decir, una mayor variabilidad en los datos de lo que cabría esperar a partir del modelo estadístico utilizado. Con mayor frecuencia se utiliza con modelos de cuenta de datos o de datos binarios agrupados, es decir, datos que de otra manera pueden modelarse usando las distribuciones Poisson o Binomial.
El término función de cuasiverosimilitud fue introducido por Robert Wedderburn en 1974 para describir una función que tiene propiedades similares a la función de verosimilitud, salvo que una función de cuasiverosimilitud no es la correspondiente log-verosimilitud a alguna distribución de probabilidad real. Los modelos de cuasiverosimilitud pueden estar equipados con una extensión directa de los algoritmos utilizados en la estructura modelos lineales generalizados.
En lugar de especificar una distribución de probabilidad de los datos, solo una relación entre la media y la varianza se especifica en la forma de una función de varianza dando la varianza como una función de la media. Por lo general, esta función se le permite incluir un factor multiplicativo conocido como parámetro de sobredispersión o parámetro de escala, que se calcula a partir de los datos. Más comúnmente, la función de varianza es de una forma tal que se fija el parámetro de sobredispersión en los resultados de la unidad en la relación de variación de la media de una distribución de probabilidad real tal como la Binomial o Poisson.

## Comparación con las alternativas
Los modelos de efectos aleatorios, y, en general los modelo mixtos (modelos jerárquicos) proporcionan un método alternativo de ajuste de datos con sobredispersión mediante modelos de probabilidad específica completa. Sin embargo, estos métodos a menudo se vuelven complejos y computacionalmente intensivos para adaptarse a los datos binarios o recuento. Los métodos de cuasiverosimilitud tienen la ventaja de velocidad relativa, simplicidad computacional y robustez, ya que pueden hacer uso de los algoritmos más sencillos desarrollados para adaptarse a los modelos lineales generalizados.
Cuasiverosimilitud no juega ningún papel en la estadística bayesiana, ya que esto se basa en un modelo de probabilidad completamente especificado para los datos.